# Moto Lecce
La Moto Lecce è stata una piccola casa motociclistica italiana, attiva dal 1929 al 1932.
L'attività motociclistica della Moto Lecce ebbe inizio dall'inventiva di Otello Albanese (1903-1965),  ventiseienne meccanico di San Cesario di Lecce, che decise di costruire un originale propulsore monocilindrico a 3 valvole, per uso motociclistico, da lui ideato.
Albanese non ha compiuto studi tecnici, anzi risulta essere analfabeta, né dispone delle risorse economiche per realizzare le fusioni necessarie alla formazione del blocco e del gruppo termico, ma risolve brillantemente il problema utilizzando, come fosse un involucro per le sue idee, un motore a quattro tempi prodotto dalla svizzera Moser.
Il propulsore originario fu profondamente modificato dal meccanico sancesarese, fino a stravolgerne il sistema di distribuzione che, con una originale testata piatta, prevedeva una valvola di aspirazione laterale e due valvole di scarico in testa, mosse dall'albero motore nel basamento, coadiuvato da volano esterno, con candela d'accensione posta orizzontalmente.
Per completezza d'informazione, occorre aggiungere che l'intuizione avuta da Albanese era tutt'altro che strampalata o visionaria, dato che tale complicato sistema della distribuzione, venne adottato dalla AJS per le sue vittoriose "350 da Gran Premio", dei primi anni cinquanta.
Per la ciclistica era stato realizzato un telaio in tubi d'acciaio monoculla, forcella a parallelogramma a molla centrale con retrotreno rigido, come la maggior parte delle moto di quell'epoca.
Il risultato fu la Moto Lecce OAS 175, il cui motore sviluppava 3 HP e conferiva al veicolo ottime doti di accelerazione e ripresa.
La produzione motociclistica si concluse rapidamente nel 1932, dopo pochi esemplari costruiti e senza che sia noto il motivo. Tuttavia, data la contemporaneità, è lecito supporre che la decisione di terminare l'attività costruttiva sia dovuta alla chiusura della Moser di Saint-Aubin-Sauges, che produceva i motori sui quali Albanese operava le sue modifiche.
Nessun esemplare della Moto Lecce OAS 175 risulta essere giunto fino ai nostri giorni.
L'amministrazione comunale di San Cesario di Lecce, nel 2010, ha titolato a Otello Albanese una piazzetta posta nell'isola pedonale.